# Attila Bátky
Attila Bátky (Dunajská Streda, 23 de enero de 1973) es un deportista eslovaco que compitió en lucha grecorromana. Ganó una medalla de bronce en el Campeonato Mundial de Lucha de 2003, en la categoría de 84 kg.

## Palmarés internacional
| Campeonato Mundial | Campeonato Mundial | Campeonato Mundial | Campeonato Mundial |
| Año                | Lugar              | Medalla            | Categoría          |
| ------------------ | ------------------ | ------------------ | ------------------ |
| 2003               | Créteil (Francia)  | Medalla de bronce  | 84 kg              |